# Unione Sportiva Pistoiese 1979-1980
Questa voce raccoglie le informazioni riguardanti l'Unione Sportiva Pistoiese nelle competizioni ufficiali della stagione 1979-1980.

## Stagione
Dopo il brillante quinto posto dello scorso anno, la Pistoiese di Enzo Riccomini in questa stagione, da squadra rivelazione, riesce a fare ancora meglio: nonostante un avvio di campionato incerto e balbettante (con solo 7 punti e 3 sconfitte nelle prime 8 partite), acquisisce in seguito una grande regolarità di rendimento che frutterà il secondo posto finale e il ritorno nella massima serie a 51 anni di distanza dall'unica apparizione. Aveva infatti partecipato nel 1928-1929 all'ultimo campionato a due gironi della Divisione Nazionale, quello che precedette l'avvento della attuale Serie A a girone unico, chiudendo il torneo con l'immediata retrocessione in Serie B. 
La squadra arancione si presenta ai nastri di partenza annoverando molti elementi di esperienza e di buona tecnica, qualità che nel finale di campionato si sono dimostrate entrambe decisive. 
La formazione di Riccomini non vince molto (alla fine otterrà solo 12 successi in campionato, appena uno in più della Sambenedettese retrocessa in C1) ma perde raramente (squadra meno battuta del torneo con sole 4 sconfitte) e, soprattutto, subisce pochi goal:alla fine potrà vantare la seconda miglior difesa del campionato dopo quella del Como.
La solidità difensiva frutta il secondo posto finale con 46 punti alle spalle della capolista Como con 48 e davanti al Brescia con 46: tutte le squadre tagliano il traguardo della promozione in Serie A. Subiscono, invece, il destino inverso, ovvero la retrocessione in Serie C, Sambenedettese,Ternana,Parma e Matera.
Fugace l'apparizione in Coppa Italia: la Pistoiese viene eliminata al primo turno. Inserita nel gruppo 5 di qualificazione, che promuove ai quarti di finale la Lazio, chiude al penultimo posto, perdendo 3 partite su 4.

## Rosa

La squadra in trasferta con la seconda divisa bianca

| N. |                   | Ruolo | Calciatore         |
| -- | ----------------- | ----- | ------------------ |
|    | Italia (bandiera) | D     | Osvaldo Arecco     |
|    | Italia (bandiera) | D     | Fabrizio Berni     |
|    | Italia (bandiera) | C     | Sergio Borgo       |
| -  | Italia (bandiera) | C     | Marco Calonaci     |
|    | Italia (bandiera) | A     | Roberto Cesati     |
|    | Italia (bandiera) | C     | Mario Frustalupi   |
|    | Italia (bandiera) | C     | Francesco Guidolin |
|    | Italia (bandiera) | D     | Carmelo La Rocca   |
|    | Italia (bandiera) | D     | Marcello Lippi     |

| N. |                   | Ruolo | Calciatore          |
| -- | ----------------- | ----- | ------------------- |
|    | Italia (bandiera) | A     | Livio Luppi         |
|    | Italia (bandiera) | D     | Gaetano Manzi       |
|    | Italia (bandiera) | P     | Maurizio Moscatelli |
|    | Italia (bandiera) | D     | Pier Giuseppe Mosti |
|    | Italia (bandiera) | C     | Giorgio Rognoni     |
|    | Italia (bandiera) | A     | Nello Saltutti      |
|    | Italia (bandiera) | D     | Fabrizio Salvatori  |
|    | Italia (bandiera) | C     | Giancarlo Zanutto   |
|    | Italia (bandiera) | C     | Silvio Zinanni      |

## Risultati

### Serie B

#### Girone di andata
| Arbitro: | D'Elia (Salerno) |

|                             |           |           |
| Massimelli 29’ D'Angelo 37’ | Marcatori | 89’ Luppi |

| Arbitro: | Facchin (Udine) |

|           |           |  |
| Luppi 52’ | Marcatori |  |

| Pisa 30 settembre 1979 3ª giornata | Pisa                  | 0 – 0 | Pistoiese | Stadio Arena Garibaldi\| Arbitro: \| Ballerini (La Spezia) \| |
| Arbitro:                           | Ballerini (La Spezia) |       |           |                                                               |

| Arbitro: | Panzino (Catanzaro) |

|  |           |               |
|  | Marcatori | 41’ Filisetti |

| Arbitro: | Angelelli (Terni) |

|                              |           |                              |
| De Biasi 2’ Penzo 62’ (rig.) | Marcatori | 4’ Saltutti 90’ (aut.) Guida |

| Arbitro: | D'Elia (Salerno) |

|              |           |  |
| Guidolin 38’ | Marcatori |  |

| Arbitro: | Paparesta (Bari) |

|                    |           |              |
| Rosi 20’ Gelli 32’ | Marcatori | 24’ Saltutti |

| Pistoia 4 novembre 1979 8ª giornata | Pistoiese        | 0 – 0 | Bari | Stadio Comunale\| Arbitro: \| Colasanti (Roma) \| |
| Arbitro:                            | Colasanti (Roma) |       |      |                                                   |

| Arbitro: | Altobelli (Roma) |

|  |           |           |
|  | Marcatori | 9’ Cesati |

| Arbitro: | Tonolini (Milano) |

|            |           |  |
| Cesati 89’ | Marcatori |  |

| Arbitro: | Lanese (Messina) |

|             |           |           |
| De Rosa 33’ | Marcatori | 32’ Mosti |

| Pistoia 2 dicembre 1979 12ª giornata | Pistoiese        | 0 – 0 | Monza | Stadio Comunale\| Arbitro: \| Benedetti (Roma) \| |
| Arbitro:                             | Benedetti (Roma) |       |       |                                                   |

| Genova 9 dicembre 1979 13ª giornata | Sampdoria            | 0 – 0 | Pistoiese | Stadio Luigi Ferraris\| Arbitro: \| Barbaresco (Cormons) \| |
| Arbitro:                            | Barbaresco (Cormons) |       |           |                                                             |

| Arbitro: | Panzino (Catanzaro) |

|                                                     |           |                        |
| Rognoni 66’ (rig.) Saltutti 72’ Mosti 82’ Luppi 87’ | Marcatori | 88’ (rig.) F. Chimenti |

| Arbitro: | Longhi (Roma) |

|  |           |                         |
|  | Marcatori | 67’ Cesati 73’ Saltutti |

| Matera 6 gennaio 1980 16ª giornata | Matera           | 0 – 0 | Pistoiese | Stadio XXI Settembre\| Arbitro: \| Terpin (Trieste) \| |
| Arbitro:                           | Terpin (Trieste) |       |           |                                                        |

| Arbitro: | Menegali (Roma) |

|              |           |            |
| Guidolin 22’ | Marcatori | 74’ Serena |

| Arbitro: | Lanese (Messina) |

|                           |           |                       |
| P. Piras 15’ Gardiman 77’ | Marcatori | 2’ Saltutti 7’ Arecco |

| Pistoia 27 gennaio 1980 19ª giornata | Pistoiese       | 0 – 0 | Parma | Stadio Comunale\| Arbitro: \| Facchin (Udine) \| |
| Arbitro:                             | Facchin (Udine) |       |       |                                                  |

#### Girone di ritorno
| Arbitro: | Panzino (Catanzaro) |

|                   |           |           |
| Saltutti 66’, 78’ | Marcatori | 88’ Galli |

| Arbitro: | Barbaresco (Cormons) |

|                 |           |  |
| De Stefanis 47’ | Marcatori |  |

| Pistoia 17 febbraio 1980 22ª giornata | Pistoiese        | 0 – 0 | Pisa | Stadio Comunale\| Arbitro: \| Paparesta (Bari) \| |
| Arbitro:                              | Paparesta (Bari) |       |      |                                                   |

| Bergamo 24 febbraio 1980 23ª giornata | Atalanta         | 0 – 0 | Pistoiese | Stadio Comunale\| Arbitro: \| Benedetti (Roma) \| |
| Arbitro:                              | Benedetti (Roma) |       |           |                                                   |

| Arbitro: | Milan (Treviso) |

|             |           |  |
| Guidolin 9’ | Marcatori |  |

| Arbitro: | Longhi (Roma) |

|           |           |                   |
| Russo 38’ | Marcatori | 54’ (aut.) Lorini |

| Arbitro: | Prati (Parma) |

|                             |           |                      |
| Mosti 12’, 81’ Saltutti 16’ | Marcatori | 4’ Sanguin 52’ Ravot |

| Arbitro: | D'Elia (Salerno) |

|                          |           |                        |
| Belluzzi 73’ Bacchin 83’ | Marcatori | 75’ Saltutti 90’ Luppi |

| Pistoia 30 marzo 1980 28ª giornata | Pistoiese       | 0 – 0 | Cesena | Stadio Comunale\| Arbitro: \| Mascia (Milano) \| |
| Arbitro:                           | Mascia (Milano) |       |        |                                                  |

| Arbitro: | Lops (Torino) |

|  |           |                          |
|  | Marcatori | 26’ Guidolin 74’ Rognoni |

| Arbitro: | Casarin (Milano) |

|              |           |  |
| Guidolin 39’ | Marcatori |  |

| Arbitro: | Lattanzi (Roma) |

|          |           |           |
| Corti 7’ | Marcatori | 89’ Luppi |

| Arbitro: | Reggiani (Bologna) |

|                    |           |             |
| Rognoni 80’ (rig.) | Marcatori | 68’ Orlandi |

| San Benedetto del Tronto 4 maggio 1980 33ª giornata | Sambenedettese   | 0 – 0 | Pistoiese | Stadio Fratelli Ballarin\| Arbitro: \| Terpin (Trieste) \| |
| Arbitro:                                            | Terpin (Trieste) |       |           |                                                            |

| Pistoia 11 maggio 1980 34ª giornata | Pistoiese        | 0 – 0 | SPAL | Stadio Comunale\| Arbitro: \| Paparesta (Bari) \| |
| Arbitro:                            | Paparesta (Bari) |       |      |                                                   |

| Arbitro: | Lanese (Messina) |

|                                          |           |               |
| Rognoni 21’ (rig.), 34’ (rig.) Luppi 47’ | Marcatori | 44’ Bussalino |

| Como 25 maggio 1980 36ª giornata | Como                 | 0 – 0 | Pistoiese | Stadio Giuseppe Sinigaglia\| Arbitro: \| Barbaresco (Cormons) \| |
| Arbitro:                         | Barbaresco (Cormons) |       |           |                                                                  |

| Pistoia 1º giugno 1980 37ª giornata | Pistoiese        | 0 – 0 | Lecce | Stadio Comunale\| Arbitro: \| Altobelli (Roma) \| |
| Arbitro:                            | Altobelli (Roma) |       |       |                                                   |

| Arbitro: | Rufo (Roma) |

|                  |           |            |
| Mosti 31’ (aut.) | Marcatori | 58’ Cesati |

### Coppa Italia

#### Primo turno
| Arbitro: | Lanese (Messina) |

|                             |           |  |
| Delneri 52’ De Bernardi 61’ | Marcatori |  |

| Arbitro: | Mascia (Milano) |

|              |           |                                      |
| Guidolin 81’ | Marcatori | 59’ (rig.) Giordano 80’ Garlaschelli |

| Arbitro: | Angelelli (Terni) |

|                          |           |  |
| Saltutti 26’ (rig.), 60’ | Marcatori |  |

| Arbitro: | Savalli (Trapani) |

|             |           |  |
| Iachini 33’ | Marcatori |  |

## Statistiche

### Statistiche di squadra
| Competizione | Punti | In casa | In casa | In casa | In casa | In casa | In casa | In trasferta | In trasferta | In trasferta | In trasferta | In trasferta | In trasferta | Totale | Totale | Totale | Totale | Totale | Totale | DR  |
| Competizione | Punti | G       | V       | N       | P       | Gf      | Gs      | G            | V            | N            | P            | Gf           | Gs           | G      | V      | N      | P      | Gf     | Gs     | DR  |
| ------------ | ----- | ------- | ------- | ------- | ------- | ------- | ------- | ------------ | ------------ | ------------ | ------------ | ------------ | ------------ | ------ | ------ | ------ | ------ | ------ | ------ | --- |
| Serie B      | 46    | 19      | 9       | 9       | 1       | 19      | 8       | 19           | 3            | 13           | 3            | 17           | 15           | 38     | 12     | 22     | 4      | 36     | 23     | +13 |
| Coppa Italia | 2     | 2       | 1       | 0       | 1       | 3       | 2       | 2            | 0            | 0            | 2            | 0            | 3            | 2      | 1      | 0      | 3      | 3      | 5      | -2  |
| Totale       |       | 21      | 10      | 9       | 2       | 22      | 10      | 21           | 3            | 13           | 5            | 17           | 18           | 42     | 13     | 22     | 7      | 39     | 28     | +11 |

### Statistiche dei giocatori
| Giocatore     | Serie B  | Serie B | Serie B     | Serie B    | Coppa Italia | Coppa Italia | Coppa Italia | Coppa Italia | Totale   | Totale | Totale      | Totale     |
| Giocatore     | Presenze | Reti    | Ammonizioni | Espulsioni | Presenze     | Reti         | Ammonizioni  | Espulsioni   | Presenze | Reti   | Ammonizioni | Espulsioni |
| ------------- | -------- | ------- | ----------- | ---------- | ------------ | ------------ | ------------ | ------------ | -------- | ------ | ----------- | ---------- |
| O. Arecco     | 26       | 1       | ?           | ?          | ?            | ?            | ?            | ?            | 26+      | 1+     | ?           | ?          |
| F. Berni      | 36       | 0       | ?           | ?          | ?            | ?            | ?            | ?            | 36+      | 0+     | ?           | ?          |
| S. Borgo      | 27       | 0       | ?           | ?          | ?            | ?            | ?            | ?            | 27+      | 0+     | ?           | ?          |
| M. Calonaci   | 1        | 0       | ?           | ?          | ?            | ?            | ?            | ?            | 1+       | 0+     | ?           | ?          |
| R. Cesati     | 27       | 4       | ?           | ?          | ?            | ?            | ?            | ?            | 27+      | 4+     | ?           | ?          |
| M. Frustalupi | 27       | 0       | ?           | ?          | ?            | ?            | ?            | ?            | 27+      | 0+     | ?           | ?          |
| F. Guidolin   | 35       | 5       | ?           | ?          | ?            | ?            | ?            | ?            | 35+      | 5+     | ?           | ?          |
| C. La Rocca   | 11       | 0       | ?           | ?          | ?            | ?            | ?            | ?            | 11+      | 0+     | ?           | ?          |
| M. Lippi      | 29       | 0       | ?           | ?          | ?            | ?            | ?            | ?            | 29+      | 0+     | ?           | ?          |
| L. Luppi      | 33       | 6       | ?           | ?          | ?            | ?            | ?            | ?            | 33+      | 6+     | ?           | ?          |
| G. Manzi      | 18       | 0       | ?           | ?          | ?            | ?            | ?            | ?            | 18+      | 0+     | ?           | ?          |
| M. Moscatelli | 38       | -23     | ?           | ?          | ?            | ?            | ?            | ?            | 38+      | -23+   | ?           | ?          |
| P. Mosti      | 36       | 4       | ?           | ?          | ?            | ?            | ?            | ?            | 36+      | 4+     | ?           | ?          |
| G. Rognoni    | 35       | 5       | ?           | ?          | ?            | ?            | ?            | ?            | 35+      | 5+     | ?           | ?          |
| N. Saltutti   | 34       | 9       | ?           | ?          | ?            | ?            | ?            | ?            | 34+      | 9+     | ?           | ?          |
| F. Salvatori  | 37       | 0       | ?           | ?          | ?            | ?            | ?            | ?            | 37+      | 0+     | ?           | ?          |
| G. Zanutto    | 1        | 0       | ?           | ?          | ?            | ?            | ?            | ?            | 1+       | 0+     | ?           | ?          |
| S. Zinanni    | 1        | 0       | ?           | ?          | ?            | ?            | ?            | ?            | 1+       | 0+     | ?           | ?          |